# Ganaha Kazuki
Ganaha Kazuki (sinh ngày 26 tháng 9 năm 1980) là một cầu thủ bóng đá người Nhật Bản.

## Đội tuyển bóng đá quốc gia Nhật Bản
Ganaha Kazuki thi đấu cho đội tuyển bóng đá quốc gia Nhật Bản từ năm 2006.

## Thống kê sự nghiệp
| Đội tuyển bóng đá Nhật Bản | Đội tuyển bóng đá Nhật Bản | Đội tuyển bóng đá Nhật Bản |
| Năm                        | Trận                       | Bàn                        |
| -------------------------- | -------------------------- | -------------------------- |
| 2006                       | 6                          | 3                          |
| Tổng cộng                  | 6                          | 3                          |